# Muzej kolišč Unteruhldingen
Muzej kolišč Unteruhldingen (nemško Pfahlbaumuseum Unteruhldingen) je arheološki muzej na prostem ob Bodenskem jezeru s pripadajočo muzejsko stavbo v občini Uhldingen-Mühlhofen v okrožju Bodensko jezero v Baden-Württembergu, ki predstavlja arheološke najdbe in kopije kolišč iz kamene in bronaste dobe. V letu 2010 je obsegal 23 kolišč.  Muzeju je priključen znanstvenoraziskovalni inštitut. Z do 300.000  obiskovalci letno, vključno z več kot 100.000 šolarji, je eden največjih in najbolje obiskanih muzejev na prostem v Evropi. Že leta 1922, ko je bil zgrajen, je imela 6000 obiskovalcev. Junija 2011 so bili na Unescov seznam svetovne dediščine dodani ostanki številnih zgodovinskih kolišč, vključno s kolišči Unteruhldingen-Stollenwiesen okoli 500 metrov južno od muzeja.

## Muzej
Muzej obsega dve glavni zgradbi, tako imenovani Stari muzej (Alte Museum) in Novi muzej (Neue Museum). V Starem muzeju, zgodovinski razstavni sobi, je v sklopu razstave o koliščih svetovne dediščine okoli Alp razstavljenih več kot 1000 izvirnih najdb iz kolišč na Bodenskem jezeru.

### Zgodovina pod Hansom Reinerthom
Universum Film AG (UFA) je že v letih 1927/28 posnel film Narava in ljubezen z igralci iz kamene dobe v postavitvi Muzeja kolišč. Pred tem je nastal dokumentarni film Pfahlbauten in Unteruhldingen iz leta 1926/27. Staro razstavno stavbo je leta 1934 zgradilo Združenje za kopičenje pilotov in lokalno zgodovino ter prikazuje originalne najdbe iz kamene in bronaste dobe.
Muzej je preživel drugo svetovno vojno kljub formalni razpustitvi združb koliščarjev leta 1945, zasedbi muzeja in zaplembi kolišč s strani francoskih okupacijskih čet. Takrat so si maroški vojaki ustvarili domove na prostem. Dovoljenje za ponovno odprtje pa je bilo izdano že junija 1945 in muzej je bil popravljen. Delo združenja koliščarjev pa je bilo ustavljeno, dokler se ni nadaljevalo leta 1950. Prvi predsednik takrat je bil upokojeni okrožni upravitelj Rudolf Maier iz Überlingena. Pod vodstvom Hansa Reinertha se je muzej do leta 1990 imenoval Muzej nemške prazgodovine na prostem (Freilichtmuseum deutscher Vorzeit).

### Muzej kolišč od 1990
Leta 1990 je vodenje muzeja prevzel Gunter Schöbel kot direktor muzeja. Leta 1996 je bil odprt Nov muzej, zasnovan za invalide, v pritličju katerega je vhodni del z muzejsko trgovino in posebnimi razstavnimi prostori. V zgornjem nadstropju so znanstvenoraziskovalni inštitut, laboratorijski prostori, modelna delavnica, knjižnica z okoli 30.000 knjigami in arhivi dokumentov in zapiskov. V arhivu je dokumentacija približno 108 izkopavanj, 2436 majhnih modelov, velika fotografska zbirka na 40 metrih polic 22.000 negativov na steklenih ploščah in 41.000 diapozitivov ter okoli 300.000 prazgodovinskih najdb. Leta 1999 je hiše na kolih delno poplavila stoletna poplava, v začetku marca 2006 pa so morali muzej zaradi snežnih padavin prvič v svoji zgodovini zapreti.
Od 1990-ih novo vodstvo muzeja kritično preučuje zgodovino muzeja koliščarjev, zlasti njegovo vlogo v času nacizma. Arhiv Hansa Reinertha, ki je bil do leta 1990 pod ključem, je bil znanstveno razvit in vrnjene so bile kulturne dobrine, ugrabljene med drugo svetovno vojno. Sem spada več kot 700 knjig iz knjižnic v Ukrajini, ki so bile vrnjene v Kijev. Leta 2014 je bila zbirka več kot 10.000 najdb z arheoloških izkopavanj v Grčiji vrnjena v Nacionalni arheološki muzej v Atenah.
Aprila 2014 so v muzeju na prostem preoblikovali kameno dobo. Od takrat se tukaj ponujajo muzejske izobraževalne prireditve. Poleti 2014 se je odprl ARCHAEOLAB, nova izobraževalna enota, ki šolarje uči pomembnosti znanstvenih metod v arheologiji.

### Dejstva
Od leta 1922 do 2013 je kolišča obiskalo več kot 13 milijonov obiskovalcev.
Leta 2013 je muzej na prostem že drugič kot družinam prijazen objekt priznala turistična organizacija Baden-Württemberg. Junija 2015 je muzej od turistične platforme TripAdvisor prejel certifikat odličnosti.

## Rekonstrukcija
Muzej na prostem vključuje več oddelkov za obnovo in je bil od odprtja muzeja leta 1922 večkrat obnovljen in razširjen. Nazadnje je bilo to storjeno leta 2014. ARCHAEORAMA je bila odprta maja 2013, multimedijska enota za posredovanje vsebine novega Unescovega seznama svetovne dediščine na kolih okoli Alp. ARCHAEORMA je del srednjeročnega glavnega načrta muzeja, ki bi moral voditi k nadaljnjemu razvoju muzeja na prostem.

### Kamenodobne hiše Riedschachen
Idejo za gradnjo prvih dveh hiš v Unteruhldingnu so zasnovali član upravnega odbora Hermann Levinger, mestni arhivar Victor Mezger iz Überlingena in župan Unteruhldingena Georg Sulger, podprli pa so ga po predavanju Hansa Reinertha leta 1921 o izkopavanjih pri Federseeju. Iz tega razloga je bilo 12. marca 1922 ustanovljeno Združenje za koliščarstvo in lokalno zgodovino e.V.(Verein für Pfahlbau- und Heimatkunde e.V. g.). Prvi dve kolišči so zgradili pod vodstvom prazgodovinskega raziskovalnega inštituta v Tübingenu. Zasebna zbirka z najdbami iz kolišč je bila pred tem razstavljena v zasebni hiši Georga Sulgerja iz leta 1912.
Hiše iz kamene dobe v Riedschachenu so rekonstrukcija neolitskega naselja Riedschachen blizu Bad Schussenrieda in so bile postavljene na kolih na bregu v skladu z arheološkimi najdbami in željami župana Unteruhldingna, Sulgerja, saj rekonstrukcija brega, ki je bil leta 1922 kraj Reichsbahna, ni bila mogoča in obstajajo znaki ločene gradnje od izkopa. Neolitska barjanska vas okoli 4000 let pr. n. št. je bila le malo prej arheološko raziskana. Rekonstrukcija je bila sodelovanje med Unteruhldinger Verein für Pfahlbau und Heimatkunde in prazgodovinskim raziskovalnim inštitutom v Tübingenu.
Ko so leta 1938 na bregu zgradili kamenodobno vas Sipplingen, naj bi obe hiši podrli. Vendar je izbruh druge svetovne vojne to preprečil.
(47°43′32″N 9°13′38″E / 47.72556°N 9.22722°E)

### Bronastodobna vas Bad Buchau
Vas s pozno bronastodobnega naselja Bad Buchauom, ki je podprta s ploščadjo, so rekonstrukcije iz obdobja med letoma 1923 in 1931, ki so bile zasnovane na podlagi izkopavanj vodnega gradu Buchau (okoli 1050 pr. n. št.) na Federseeju in pod vodstvom Hansa Reinertha. Kot vasi, ki jih podpira ploščad, ne predstavljajo več trenutnega stanja raziskav, saj je vodni grad Buchau dejansko napačno ime, ki ga je leta 1928 skoval Reinerth, zdaj obravnavan kot mokrišče in ne kot kolišče. Na veliko soboto, 17. aprila 1976, je požar uničil naselje iz bronaste dobe. Kolišče je bilo mogoče odpreti šele v naslednjem letu.
Danes ploščad obsega tri brunarice in dve hiši s tkano glineno steno. Hiše so v celoti slamnate. Ideja neprekinjene ploščadi odraža prevladujočo doktrino kolišč v srednji Evropi v 19. stoletju. Prikazuje bronastodobno hišo s samostoječo pečjo, hišo poglavarja klana, ki je bila leta 2014 preoblikovana in opremljena z multimedijsko enoto, lončarsko hišo s samostoječo lončeno pečjo, pastirsko hišo in skladišče.
(47°43′33″N 9°13′39″E / 47.72583°N 9.22750°E)

### Kamenodobna vas Sipplingen
Kamnodobna vas Sipplingen je naselje ob jezeru, sestavljeno iz šestih hišic na kolih z okoliško palisado. Zgrajena je bila med letoma 1938 in 1940 po vzoru izkopavanj pred Sipplingenom na Bodenskem jezeru, vasici iz neolitske dobe (okoli 3500 pr. n. št.). S to rekonstrukcijo je bila prvič uresničena teorija stanovanjskih bregov. Najnovejše raziskave na primer v Arbon-Bleicheju so potrdile način gradnje pilotov, ki je bila sporna glede gradnje pilotov že dolgo.
Če pridete iz obale, vstopite vanj skozi vhod in palisado. Rekonstrukcija prikazuje hišo ribiča in lončarja. Sledi tkalčeva hiša, hiša kamnoseka in rezbarja lesa. Središče je vaška dvorana, v kateri je od leta 2014 postavljen koliščarski kino, v katerem so prikazani izobraževalno dragoceni filmi na temo koliščarjev.
(47°43′36″N 9°13′42″E / 47.72667°N 9.22833°E)

### Hornstaad-Haus in Arbon-Haus
Obe hiši iz let 1996 in 1998 sta rekonstrukciji iz kamene dobe, ki sta bili zgrajeni iz raziskovalnih razlogov in kot dolgoročni poskus za preizkus trajnosti takšnih hiš.
Hiša Hornstaad ima zgodovinski izvor v naselju iz kamene dobe (okoli leta 3912 pr. n. št. ) z okoli 40 hišami v kraju Hornstaad-Hörnle na bregovih Hörispitze, ki je bila uničena v požaru. Izkopaval jo je urad za spomenike v Baden-Württembergu med letoma 1980/1983 in 1993. Gradnja je bila raziskovalno delo treh do štirih ljudi, ki so približno dva meseca gradili to hišo iz lesa, trave in gline. Raziskava je bila namenjena predvsem vprašanjem o nosilnosti in trajnosti take zgradbe. Kasneje je muzejski uslužbenec hišo zasedel kot del poskusa. Zaposleni, ki so ga obiskovalci imenovali Uhldi, se je razvil v magnet za obiskovalce in je občasno živel v hiši. Poročila o izkušnjah so bila objavljena v klubski reviji Platform. Leta 2011 je bila hiša, ki je leta 2009 postala žrtev orkana, obnovljena.
Hiša Arbon je bila zgrajena v skladu z rezultati izkopavanj v Arbon-Bleiche III v kantonu Thurgau (Švica). Hiša je bila prvotno zgrajena leta 3376 pr. n. št. in uničena v ognju. Glede na arheološke najdbe je obnova dobila strešno kritino iz do dva metra dolgih jelkinih desk in se tako razlikuje od ostalih hiš v muzeju, ki so pokrite s trstjem in travo.
(47°43′34″N 9°13′44″E / 47.72611°N 9.22889°E)

### Bronastodobna vas Unteruhldingen
Bronastodobna vas Unteruhldingen-Stollenwiesen je sestavljena iz petih stavb in palisadnega odseka, ki v muzejskem izobraževanju zajema teme življenja in obrti, okolja in živali ter kulta in religije. Zgrajene so bile med letoma 1999 in 2002 v okviru evropskega projekta. Na površini 400 kvadratnih metrov so poskušali ustvariti podobo vasi iz bronaste dobe izpred približno 3000 let s prvotno približno 80 hišami. 27 figur s svojo prazgodovinsko opremo je dokaz živahnih trgovinskih odnosov od rudnikov soli in bakra v Alpah in naprej do Italije. Kult in religija sta prikazana v tako imenovani kultni hiši, opremljeni z liki bogov iz lesa, med duhovniškim zaklinjanjem na mrtvaški koči premožne osebe. 
(47°43′36″N 9°13′39″E / 47.72667°N 9.22750°E)

### SWR-kamenodobna vas
Prejšnje hiše so leta 2007 nadomestile prvotne hiše iz televizijske serije Steinzeit – Das Experiment. Leben wie vor 5000 Jahren. Proizvodnja Südwestrundfunk je v koprodukciji z Bayerischer Rundfunkom in v sodelovanju s Muzejem Unteruhldingen, Landesmuseum Schleswig, Albert-Ludwigs-Universität Freiburg in Univerzitetnim medicinskim centrom Freiburg vrnila 13 ljudi v življenje klana za dva meseca v neolitik. Filmska postavitev, zvesto rekonstruirana majhna koliščarska vas, je bila v ta namen posebej zgrajena v Himmelreichmoosu v kraju Erbisreute-Fuchsenloch blizu Schlierja (okrožje Ravensburg)  in nato pripeljana v Uhldingen. Tam so bile na bregu obnovljene tri kamenodobne hiše. V hišah so vzgojne enote, ki služijo posredovanju znanja in se uporabljajo zlasti za pouk v šoli.
(47°43′35″N 9°13′45″E / 47.72639°N 9.22917°E)

## Zgodovinska pot
Zunaj muzeja je bila leta 2005 zgrajena zgodovinska učna pot Zeitweg, po kateri je mogoče na različnih točkah v Unteruhldingenu izslediti zgodovino kraja.

## Pravica do blagovne znamke
Izraz Pfahlbauten (kolišča)' je od 4. junija 2004 registriran kot blagovna znamka pri nemškem uradu za patente in blagovne znamke (Deutschen Patent- und Markenamt), blagovna znamka Pfahlbau Museum, Verein für Pfahlbau- und Heimatkunde e. V. in Uhldi sta tudi zaščiteni. Lastnik znamk je Verein für Pfahlbau- und Heimatkunde e. V.

## Publikacije
Platforma izhaja od leta 1992. Časopis združenja za Pfahlbau- und Heimatkunde e. V. Unteruhldingen (ISSN 0942-685X). Revija je naslednica Vorzeit-Hefte za pred- in zgodnjo zgodovino, folkloro in lokalne študije (ZDB-ID 1175794-2) iz leta 1988, katere predhodniki so bili Vorzeit, Časopis za prazgodovino in zgodnjo zgodovino, ljudske raziskave in lokalno zgodovino (ZDB-ID 505434-5) iz leta 1963 in prazgodovino ob Bodenskem jezeru. Obvestila o prazgodovini in lokalni zgodovini Bodenskega jezera (ZDB-ID 505426-6) iz leta 1952.